# Roadracing-VM 2003
Världsmästerskapen i Roadracing 2003 arrangerades av Internationella motorcykelförbundet och innehöll klasserna MotoGP, 250GP och 125GP i Grand Prix-serien samt Superbike, Supersport, Endurance och Sidvagnar. Huvudklassen tillät nu fyrtaktsmotorcyklar med större cylindervolym och bytte namn från 500GP till MotoGP. MotoGP-säsongen 2003 kördes över 16 omgångar. VM-titlar delades ut till bästa förare och till bästa konstruktör. Det var sista året som sidvagnsklassen hade VM-status.
Motorcykelvärlden skakades av att den populäre Daijiro Kato omkom efter en krasch i MotoGP-premiären på Suzukabanan.
| Världsmästare i roadracing 2003 | Världsmästare i roadracing 2003 | Världsmästare i roadracing 2003 |
| Klass                           | Mästare individuellt            | Mästare konstruktörer           |
| ------------------------------- | ------------------------------- | ------------------------------- |
| MotoGP                          | Valentino Rossi                 | Honda                           |
| 250GP                           | Manuel Poggiali                 | Aprilia                         |
| 125GP                           | Daniel Pedrosa                  | Aprilia                         |
| Superbike                       | Neil Hodgson                    | Ducati                          |
| Supersport                      | Chris Vermeulen                 | Honda                           |
| Endurance                       | Team Phase One (Ellison)        | Suzuki                          |
| Sidvagn                         | Steve Webster/Paul Woodhead     | Suzuki                          |

## MotoGP-klassen
Klassen vanns av italienaren Valentino Rossi på en Honda RC211V. 

### Delsegrare
| Grand Prix     | Bana           | Vinnare         | Märke  |
| -------------- | -------------- | --------------- | ------ |
| Japan          | Suzuka         | Valentino Rossi | Honda  |
| Sydafrika      | Phakisa        | Sete Gibernau   | Honda  |
| Spanien        | Jerez          | Valentino Rossi | Honda  |
| Frankrike      | Le Mans        | Sete Gibernau   | Honda  |
| Italien        | Mugello        | Valentino Rossi | Honda  |
| Katalonien     | Barcelona      | Loris Capirossi | Ducati |
| Holland        | Assen          | Sete Gibernau   | Honda  |
| Storbritannien | Donington      | Max Biaggi      | Honda  |
| Tyskland       | Sachsenring    | Sete Gibernau   | Honda  |
| Tjeckien       | Brno           | Valentino Rossi | Honda  |
| Portugal       | Estoril        | Valentino Rossi | Honda  |
| Brasilien      | Rio de Janeiro | Valentino Rossi | Honda  |
| Pacific        | Motegi         | Max Biaggi      | Honda  |
| Malaysia       | Sepang         | Valentino Rossi | Honda  |
| Australien     | Phillip Island | Valentino Rossi | Honda  |
| Valencia       | Valencia       | Valentino Rossi | Honda  |

### Slutställning
| Plats | Förare          | Team             | Poäng |
| ----- | --------------- | ---------------- | ----- |
| 1     | Valentino Rossi | Repsol Honda     | 357   |
| 2     | Sete Gibernau   | Telefónica Honda | 277   |
| 3     | Max Biaggi      | Camel Honda      | 228   |
| 4     | Loris Capirossi | Ducati Marlboro  | 177   |
| 5     | Nicky Hayden    | Repsol Honda     | 130   |
| 6     | Troy Bayliss    | Ducati Marlboro  | 127   |
| 7     | Carlos Checa    | Fortuna Yamaha   | 123   |
| 8     | Tohru Ukawa     | Camel Honda      | 123   |
| 9     | Alex Barros     | Gauloises Yamaha | 101   |
| 10    | Shinya Nakano   | d'Antin Yamaha   | 101   |

## 250GP

### Delsegrare
| Bana           | Vinnare         | Märke   |
| -------------- | --------------- | ------- |
| Suzuka         | Manuel Poggiali | Aprilia |
| Welkom         | Manuel Poggiali | Aprilia |
| Jerez          | Toni Elías      | Aprilia |
| Le Mans        | Toni Elías      | Aprilia |
| Mugello        | Manuel Poggiali | Aprilia |
| Barcelona      | Randy de Puniet | Aprilia |
| Assen          | Anthony West    | Aprilia |
| Donington Park | Fonsi Nieto     | Aprilia |
| Sachsenring    | Roberto Rolfo   | Honda   |
| Estoril        | Toni Elías      | Aprilia |
| Rio de Janeiro | Manuel Poggiali | Aprilia |
| Motegi         | Toni Elías      | Aprilia |
| Sepang         | Toni Elías      | Aprilia |
| Phillip Island | Roberto Rolfo   | Honda   |
| Valencia       | Randy de Puniet | Aprilia |

### Slutställning
| Plats | Förare           | Märke   | Poäng |
| ----- | ---------------- | ------- | ----- |
| 1     | Manuel Poggiali  | Aprilia | 249   |
| 2     | Roberto Rolfo    | Honda   | 235   |
| 3     | Toni Elías       | Aprilia | 226   |
| 4     | Randy de Puniet  | Aprilia | 208   |
| 5     | Fonsi Nieto      | Aprilia | 194   |
| 6     | Franco Battaini  | Aprilia | 148   |
| 7     | Anthony West     | Aprilia | 145   |
| 8     | Sebastián Porto  | Honda   | 127   |
| 9     | Naoki Matsudo    | Yamaha  | 119   |
| 10    | Sylvain Guintoli | Aprilia | 101   |

## 125-klassen
Dani Pedrosa tog en överlägsen seger.

### Delsegrare
| Bana           | Vinnare           | Märke   |
| -------------- | ----------------- | ------- |
| Suzuka         | Stefano Perugini  | Aprilia |
| Welkom         | Dani Pedrosa      | Honda   |
| Jerez          | Lucio Cecchinello | Aprilia |
| Le Mans        | Dani Pedrosa      | Honda   |
| Mugello        | Lucio Cecchinello | Aprilia |
| Barcelona      | Dani Pedrosa      | Honda   |
| Assen          | Steve Jenkner     | Aprilia |
| Donington Park | Héctor Barberá    | Aprilia |
| Sachsenring    | Stefano Perugini  | Aprilia |
| Brno           | Dani Pedrosa      | Honda   |
| Estoril        | Pablo Nieto       | Aprilia |
| Rio de Janeiro | Jorge Lorenzo     | Derbi   |
| Motegi         | Héctor Barberá    | Aprilia |
| Sepang         | Dani Pedrosa      | Honda   |
| Phillip Island | Andrea Ballerini  | Honda   |
| Valencia       | Casey Stoner      | Aprilia |

### Slutställning
| Plats | Förare            | Märke   | Poäng |
| ----- | ----------------- | ------- | ----- |
| 1     | Dani Pedrosa      | Honda   | 223   |
| 2     | Alex de Angelis   | Aprilia | 166   |
| 3     | Héctor Barberá    | Aprilia | 164   |
| 4     | Stefano Perugini  | Aprilia | 162   |
| 5     | Andrea Dovizioso  | Honda   | 157   |
| 6     | Steve Jenkner     | Aprilia | 151   |
| 7     | Pablo Nieto       | Aprilia | 148   |
| 8     | Casey Stoner      | Aprilia | 125   |
| 9     | Lucio Cecchinello | Aprilia | 112   |
| 10    | Mirko Giansanti   | Aprilia | 93    |

## Superbike
Se Superbike-VM 2003 för information.

## Supersport
Chris Vermeulen tog VM-titeln för Ten Kate Honda.

### Delsegrare
| Bana           | Vinnare           | Märke    |
| -------------- | ----------------- | -------- |
| Valencia       | Katsuaki Fujiwara | Suzuki   |
| Phillip Island | Chris Vermeulen   | Honda    |
| Sugo           | Christian Kellner | Yamaha   |
| Monza          | Chris Vermeulen   | Honda    |
| Oschersleben   | Chris Vermeulen   | Honda    |
| Silverstone    | Chris Vermeulen   | Honda    |
| Misano         | Fabien Foret      | Kawasaki |
| Brands Hatch   | Stéphane Chambon  | Suzuki   |
| Assen          | Karl Muggeridge   | Honda    |
| Imola          | Karl Muggeridge   | Honda    |
| Magny-Cours    | Karl Muggeridge   | Honda    |

### Slutställning
| Plats | Förare                | Märke    | Poäng |
| ----- | --------------------- | -------- | ----- |
| 1     | Chris Vermeulen       | Honda    | 201   |
| 2     | Stéphane Chambon      | Suzuki   | 137   |
| 3     | Jurgen vd Goorbergh   | Yamaha   | 136   |
| 4     | Karl Muggeridge       | Honda    | 134   |
| 5     | Katsuaki Fujiwara     | Suzuki   | 119   |
| 6     | Christian Kellner     | Yamaha   | 90    |
| 7     | Sébastien Charpentier | Honda    | 72    |
| 8     | Alessio Corradi       | Yamaha   | 68    |
| 9     | Fabien Foret          | Kawasaki | 64    |
| 10    | Jörg Teuchnert        | Yamaha   | 60    |